# محمد بن عبد الرحيم صاعقة
محمد بن عبد الرحيم بن أبي زهير، أبو يحيى العدوي، القرشي، بالولاء (185 هـ - 255 هـ) من موالي آل عمر بن الخطاب، يعرف بصاعقة: وأصله فارسي. سمي صاعقة لأنه كان جيد الحفظ، وكان بزازا. قال الخطيب: كان متقنا ضابطا عالما حافظا. من أصحاب الحديث المأمونين، مات في شعبان سنة خمس وخمسين ومائتين، وله سبعون سنة. 

## روايته للحديث النبوي
- سمع: يزيد بن هارون، وشبابة بن سوار، وأبا أحمد الزبيري، وروح بن عبادة، ويعقوب بن إبراهيم بن سعد، ومعلى بن منصور، وأبا النضر، وإسحاق بن بهلول التنوخي، وعبد الله بن صالح العجلي وطبقتهم.
- وعنه: البخاري، وأبو داود، والترمذي، والنسائي، وزكريا خياط السنة، وأبو بكر بن أبي داود، ويحيى بن صاعد، والقاضي أبو عبد الله المحاملي، وخلق.[1]

## أقوال العلماء فيه
- أبو العباس السراج: ثقة.
- أبو حاتم الرازي: صدوق.
- أبو حاتم بن حبان البستي: صاحب حديث كان يحفظ.
- أبو دواد السجستاني: روى عنه وهو لا يروي إلا عن ثقة عنده.
- أحمد بن شعيب النسائي: ثقة.
- أحمد بن محمد الخلال: عنده عن أبي عبد الله مسائل حسان، لم يجيء بها غيره.
- إسحاق بن إبراهيم القراب: وثقه.
- ابن حجر العسقلاني: ثقة حافظ.
- الخطيب البغدادي: متقن، ضابط، عالم، حافظ.
- الدارقطني: حافظ ثبت.
- الذهبي: الإمام الحافظ المتقن، وقال في التذهيب: الحافظ أحد أئمة الحديث.
- المزي: أحد الحفاظ المتقنين.
- عبد الحي بن العماد الحنبلي: أحد الثقاث الإثبات المجودين.
- عبد الله بن أحمد بن حنبل: ثقة.
- محمد بن محمد بن داود الكرجي: سمي صاعقة لأنه كان جيد الحفظ.
- مسلمة بن القاسم الأندلسي: وثقه.
- نصرك الكندي: من أصحاب الحديث المأمونين.
- يحيى بن محمد بن صاعد: الثقة الأمين.[4]